# TDMA

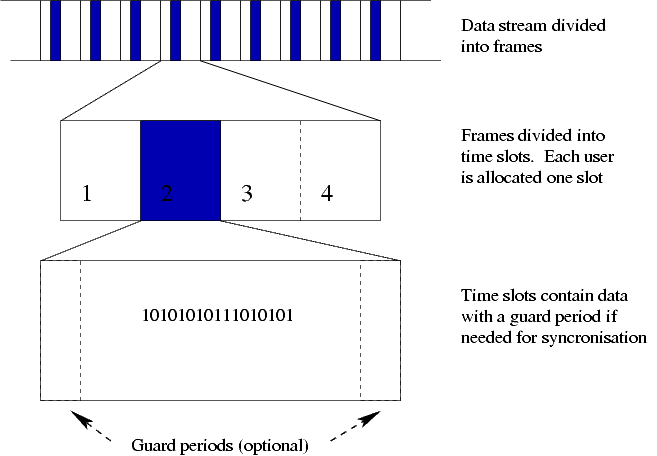
Estrutura do TDMA.

A sigla TDMA vem do inglês Time Division Multiple Access, que quer dizer "Acesso Múltiplo por Divisão de Tempo". O TDMA é um sistema de celular digital que funciona dividindo um canal de frequência em até oito intervalos de tempo distintos. Cada usuário ocupa um espaço de tempo específico na transmissão, o que impede problemas de interferência.
Os sistemas celulares de segunda geração como o IS 54, IS 136 e o GSM utilizam o TDMA na sua interface com a estação móvel.
Um dos padrões de comunicação de voz via ondas de rádio, utilizado por operadoras nos serviços de telefonia celular digital, é baseado em TDM. Consiste na divisão de cada canal celular em três períodos de tempo para aumentar a quantidade de dados que pode ser transmitida. Cada canal TDMA americano tem a mesma largura de banda dos canais AMPS, 30 KHz, e é usado por três assinantes. O sinal digitalizado de cada assinante, de 64 Kbps, é comprimido para 8 Kbps por vocoders (padrão IS-54). Em seguida, o sinal comprimido dos três assinantes é transmitido pelo mesmo canal, um por vez. Os padrões TDMA IS-54 e IS-136, portanto, aumentam em três vezes a capacidade do padrão AMPS. O padrão IS-136 difere do IS-54 pela introdução de um canal de controle digital.
Vale lembrar que a tecnologia TDMA não é mais usada no Brasil, pois suas redes foram desligadas desde o dia 05 de janeiro de 2009.